# Sonny Simmons
Pour les articles homonymes, voir Simmons.
Huey « Sonny » Simmons, né le 4 août 1933 à Sicily Island en Louisiane et mort le 6 avril 2021 à New York, est un saxophoniste américain de jazz.

## Biographie
Sonny Simmons a grandi à Oakland en Californie où il d'abord appris à jouer du cor anglais. À 16 ans, il s'est mis au saxophone alto qui est devenu son instrument privilégié. Il est un des rares musiciens de jazz à utiliser le cor anglais comme instrument soliste.
Au début des années 1960, il a joué comme sideman avec Charles Mingus, Eric Dolphy et Prince Lasha avant d'enregistrer ses propres disques.
« Sonny » Simmons meurt le 6 avril 2021 à l’hôpital Beth Israel de New York, dans une quasi-misère.

## Discographie

### Sous son nom
- Staying on the Watch[2] (ESP-Disk, 1966)
- Music from the Spheres[3] (ESP-Disk, 1968)
- Manhattan Egos (Arhoolie, 1968)
- Rumasuma (Contemporary, 1969)
- Burning Spirits (Contemporary, 1971)
- Backwoods Suite (West Wind, 1982)
- Global Jungle (Deal With It, 1990)
- Backwoods Suite  (West Wind, 1990)
- Ancient Ritual (Qwest/Reprise, 1994)
- Live in Paris  (Arhoolie, 1994)
- Transcendence (Creative Improvised Music Projects, 1996)
- Judgement Day  (Creative Improvise Music Projects, 1996)
- American Jungle  (Qwest/Warner Bros, 1997)
- Live at the Knitting Factory[4] (Ayler, 2001)
- Mixolydis[5]  (Marge, 2001)
- 2002 Out Into The Andromeda[6] en solo
- Jewels (Boxholder, 2004)
- The Future Is Ancient (2004)
- The Traveler (Jazzaway, 2005)
- Cheshire Cat Club + Olympia - 1980  (Hello World!, 2006)
- Hello World! (Introduction: Ode To Thelonious Monk - My Favorite Things - The Promise - Exotic Study - My Favorite Things - Blues For Everyday Life - Out Of Love), enregistré en août 2006 à Romainville et en décembre 2006 à Paris.
- I'll See You When You Get There (Jazzaway, 2006)
- Last Man Standing (Jazzaway, 2007)
- Ecstatic Nostalgia (Hello World!, 2007)
- Performs the Music of Charlie Parker (Zingmagazine, 2007)
- Introducing Black Jack Pleasanton  (Hello World!, 2008)
- Atomic Symphony (Jazzaway, 2009)
- Symphony of the Peacocks (Improvising Beings, 2011)
- Beyond the Planets (Improvising Beings, 2013)
- Leaving Knowledge, Wisdom and Brilliance / Chasing the Bird (Improvising Beings, 2014)

### accompagnateur
Avec The Cosmosamatics (et aussi Michael Marcus)
- The Cosmosamatics (Boxholder, 2001)
- The Cosmosamatics Two (Boxholder, 2002)
- Cosmosamatics Three (Boxholder, 2002 and 2003)
- Live at Banlieues Bleues (Bleu Regard, 2003)
- Magnitudes  (Soul Note, 2003))
- Zetrons (Not Two, 2004)
- Reeds & Birds (Not Two, 2004)
- Free Within the Law (Not Two, 2007)
- Jazz Maalika (Saptakjazz, 2013)

avec Moksha Samnyasin
- Nomadic[7] (Svart, 2014)

Avec Bobby Few
- True Wind  (Hello World!, 2007)

Avec Horace Tapscott
- Tapscott Simmons Quartet - Among Friends  (Jazz Friends, 1999)

Avec Brandon Evans
- Universal Prayer / Survival Skills[8]  (Parallactic, 1999)
- A Salute to Ustad Bismillah Khan  (Parallactic, 2001)
- Tales of the Ancient East[9]  (Parallactic, 2001)

Avec Brandon Evans et Anthony Braxton
- Anthony Braxton / Sonny Simmons / Brandon Evans  / Andre Vida / Mike Pride / Shanir Blumenkranz  (Parallactic, 2003)

Avec Crimetime Orchestra et Kork
- Atomic Sympony[10] (2009)

## Filmographie
Le film Together with Sonny Simmons (2005) lui est consacré.